# Preignac
Preignac är en kommun i departementet Gironde i regionen Nouvelle-Aquitaine i sydvästra Frankrike. Kommunen ligger i kantonen Podensac som tillhör arrondissementet Langon. År 2022 hade Preignac 2 140 invånare.

## Befolkningsutveckling
Antalet invånare i kommunen Preignac
Referens:INSEE